# The Hidden Wiki
The Hidden Wiki è un sito web che fornisce agli utenti servizi nascosti disponibili tramite la rete Tor.

## Storia
Il sito, avviato nell'ottobre del 2008, fu oggetto di defacing il 12 marzo 2014, da parte di un hacker soprannominato doxbin che si impossessò del PGP originale. Una versione - comunque parziale - della Hidden Wiki originale è stata messa di nuovo a disposizione tramite mirror successivamente.
Attualmente varie copie del sito sono presenti a indirizzi diversi, sia nella rete onion (accessibili mediante l'utilizzo di Tor) che nella clearnet.

## Caratteristiche
Il sito principale è una web directory di altri siti .onion e contiene una collezione di articoli di enciclopedia in formato wiki. Come servizio nascosto, The Hidden Wiki opera esclusivamente attraverso lo pseudo-dominio di primo livello .onion, che può essere raggiunto solamente attraverso Tor.
Il sito fornisce una serie di link in formato wiki ad altri servizi nascosti e siti. Tra gli altri vi si possono trovare siti di pornografia infantile, contrabbando e vendita illegale di farmaci e droghe come il sito Silk Road.